# Trichoclinocera
Trichoclinocera is een geslacht van insecten uit de familie van de dansvliegen (Empididae), die tot de orde tweevleugeligen (Diptera) behoort.

## Soorten
- T. agilis Sinclair, 1994
- T. cascadensis Sinclair, 1994
- T. comata (Melander, 1928)
- T. ctenistes (Melander, 1928)
- T. cummingi Sinclair, 1994
- T. dasycoxa Sinclair, 1994
- T. dolicheretma (Melander, 1902)
- T. falcata Sinclair, 1994
- T. fumosa (Vaillant, 1960)
- T. hamifera (Melander, 1928)
- T. lapponica (Ringdahl, 1933)
- T. longipes (Walker, 1849)
- T. minor (Melander, 1928)
- T. ozarkensis Sinclair, 1994
- T. pectinifemur Sinclair, 1994
- T. rupestris Sinclair, 1994